# Ethno-sémiotique
L'ethnosémiotique est une perspective disciplinaire qui combine la conceptualité de la sémiotique et la méthodologie ethnographique.

## Définition
L'ethnosémiotique est définie pour la première fois par Algirdas Julien Greimas et Joseph Courtés dans le Dictionnaire raisonné de la théorie du langage : « 1. L'ethnosémiotique n'est pas, à vrai dire, une sémiotique autonome – elle entrerait alors en concurrence avec un champ du savoir déjà constitué sous le nom d'ethnologie ou d'anthropologie, dont la contribution à l'avènement de la sémiotique elle-même est considérable –, mais bien plutôt un domaine privilégié de curiosités et d'exercices méthodologiques. […] 6. Étant donné que la sémiotique générale autorise à traiter comme discours ou textes les enchainements syntagmatiques non linguistiques (gestuels, somatiques, etc.), le cadre d'exercice de l'ethnolinguistique s'élargit vers une ethnosémiotique: les analyses, encore peu nombreuses, des rituels et des cérémonials, laissent supposer que l'ethnologie est susceptible de devenir, une fois de plus, le lieu privilégié de la construction de modèles généraux des comportements signifiants ».
Depuis les années 2000 en Italie l'intérêt pour l'ethnosémiotique a été renouvelé par les études et les recherches de Maurizio del Ninno, Tarcisio Lancioni et Francesco Marsciani. Sous la direction de Francesco Marsciani, depuis 2007, le CUBE (Centre Universitaire Bolonais de Ethnosémiotique) fonctionne à Bologne et il est toujours actif dans de nombreux domaines de recherche. En 2015, à travers le CUBE, ont été fondés la collection Quaderni di Etnosemiotica (Cahiers de Ethnosémiotique) et le Laboratorio di Etnosemiotica (Laboratoire de Ethnosémiotique).

## Focus et domaines de recherche
L'ethnosémiologue s'occupe d'analyser les systèmes signifiants identifiés dans des contextes culturels spécifiques – à travers l'observation et l'application de la méthodologie de l'ethnographie. Les principales recherches menées jusqu’à nos jours ont mis l'accent sur : espaces urbains, thérapie, rituels, folklore, pratiques quotidiennes.
En Italie, il y a deux écoles de pensée fondées autour de l'ethnosémiotique :
- une orientation urbinate - très proche de l'anthropologie sociale française - fondée par Maurizio del Ninno, qui a été impliquée dans les traces théoriques de Claude Lévi-Strauss et Georges Dumézil
- une orientation bolonaise-senèse, fondée par Tarcisio Lancioni et Francesco Marsciani, lesquels s'occupent plutôt de construire un corpus métholodologique et conceptuel efficace pour l'application de l'analyse sémiotique à divers aspects du quotidien[2].

À partir de 2015, le laboratoire d'ethnosémiotique mène des recherches dans les champs théorique et méthodologique, combinant les lignes de recherche des deux écoles. Fondé à l'intérieur du CUBE, actif à l'Université de Bologne, il effectue des recherches multidisciplinaires. La synergie entre l'observation ethnographique et l'analyse de valeurs manifestées offre des résultats efficaces à partir du point de vue de la capacité descriptive des phénomènes sociaux.